# Манастир Бабичко
Манастир Бабичко је српски средњовековни манастир који припада Епархији нишкој Српске православне цркве и представља непокретно културно добро као споменик културе.
Налази се код села Бабичко, на 10 km удаљености од Печењевца, на територији града Лесковца. Подигнут је у 16. веку, али се не зна чија је задужбина. Манастирска црква је подигнута 1838. године и посвећена је Силаску Светог Духа на апостоле.
Поред манастира подигнута је спомен-чесма у славу палим херојима за освећено Косово, ослобођење и уједињење српства од 1912. до 1920. године. На чесми постоји мермерна плоча са уписаним именима изгинулих ратника. Некада се испред манастирске цркве налазила зграда у којој су били смештени учитељско-богословска школа из 1868. године и стан за учитеља и ђаке. Ова школа спада у ред најстаријих манастирских школа лесковачког краја.
Испред цркве налази се звоник, стари конак из 19. века и нови конак саграђен 2006. године.

## Архитектура цркве
Црква је саграђена као једнобродна грађевина са полукружном апсидом. Наос је пиластрима подељен на четири неједнака травеја који су повезани бочним прислоњеним луцима. Турски попис из 1536. године помиње манастир заједно са селом у његовој близини. У 19. веку у манастиру је радила једна од најстаријих учитељско-богословских школа у лесковачком крају. Западни зид цркве порушен је 1926. године и тада је дограђена припрата са шестостраним кубетом. Припрата је зидана од ломљеног камена у кречном малтеру, а некада је била препокривена каменим плоча. Мање интервенције на манастирској цркви обављене су 1971. године.

## Живопис
На унутрашњим зидовима цркве, испод простог кречења, види се стари живопис на појединим местима. На северном зиду насликане су четири стојеће фигуре светитеља (св. Атанасија, св. Алексија) док се композиција изнад њих наслућује. На јужном зиду делом су видљиве стојеће фигуре св. Варлама, св. Јоасафа. На пиластру северног зида осликана је стојећа фигура св. Нестора а на стубу, изнад ње, је св. Симеон Столпник. У потрбушју прислоњеног лука је стојећа фигура св. Атанасија Великог а изнад ње је, у луку, низ медаљона са попрсјима светитеља. На источном зиду је медаљон са попрсјима архијереја.
Сликарство цркве манастира настало је у време изградње цркве, око средине XVI века и дело је талентованог уметника. Фреско-декорације одликује изузетна ликовна вредност слична оној из јашуњског св. Јована. Иконостас је из XIX века, једноставне је конструкције са у дуборезу изведеним царским дверима. Изнад престоних икона је ред светитеља представљених до испод појаса рађених у техници темпере на дрвету. Ово је дело непознате зографске дружине. На оковима престоних икона угребане су 1838. и 1857. година.